# Équipe du Japon de football à la Coupe du monde 2018
Cet article relate le parcours de l’équipe du Japon de football lors de la Coupe du monde de football 2018 organisée en Russie du 14 juin au 15 juillet 2018.

## Préparation de l'événement

### Qualification

#### Deuxième tour
| Rang | Équipe      | Pts | J | G | N | P | Bp | Bc | Diff |  | Résultats (▼ dom., ► ext.) |     |     |     |     |     |
| ---- | ----------- | --- | - | - | - | - | -- | -- | ---- |  | -------------------------- | --- | --- | --- | --- | --- |
| 1    | Japon       | 22  | 8 | 7 | 1 | 0 | 27 | 0  | +27  |  | Japon                      |     | 5-0 | 0-0 | 5-0 | 3-0 |
| 2    | Syrie       | 18  | 8 | 6 | 0 | 2 | 26 | 11 | +15  |  | Syrie                      | 0-3 |     | 1-0 | 5-2 | 6-0 |
| 3    | Singapour   | 10  | 8 | 3 | 1 | 4 | 9  | 9  | 0    |  | Singapour                  | 0-3 | 1-2 |     | 1-0 | 2-1 |
| 4    | Afghanistan | 9   | 8 | 3 | 0 | 5 | 8  | 24 | -16  |  | Afghanistan                | 0-6 | 0-6 | 2-1 |     | 3-0 |
| 5    | Cambodge    | 0   | 8 | 0 | 0 | 8 | 1  | 27 | -26  |  | Cambodge                   | 0-2 | 0-6 | 0-4 | 0-1 |     |

| 1er match                  | Japon   | 0 - 0 | Singapour |                                                                                         |                                                                                         |
| 16 juin 2015 19h30 (UTC+9) |         |       |           | Stade Saitama 2002, Saitama Spectateurs : 57 533 Arbitrage : Mohanad Qasim Eesee Sarray | Stade Saitama 2002, Saitama Spectateurs : 57 533 Arbitrage : Mohanad Qasim Eesee Sarray |
| 16 juin 2015 19h30 (UTC+9) | Rapport |       |           | Stade Saitama 2002, Saitama Spectateurs : 57 533 Arbitrage : Mohanad Qasim Eesee Sarray | Stade Saitama 2002, Saitama Spectateurs : 57 533 Arbitrage : Mohanad Qasim Eesee Sarray |

| 2e match                       | Japon                                | 3 - 0 | Cambodge |                                                                          |                                                                          |
| 3 septembre 2015 19h20 (UTC+9) | Honda 28e · Yoshida 50e · Kagawa 61e |       |          | Stade Saitama 2002, Saitama Spectateurs : 54 716 Arbitrage : Kim Hee-gon | Stade Saitama 2002, Saitama Spectateurs : 54 716 Arbitrage : Kim Hee-gon |
| 3 septembre 2015 19h20 (UTC+9) | Rapport                              |       |          | Stade Saitama 2002, Saitama Spectateurs : 54 716 Arbitrage : Kim Hee-gon | Stade Saitama 2002, Saitama Spectateurs : 54 716 Arbitrage : Kim Hee-gon |

| 3e match                          | Afghanistan | 0 - 6 | Japon                                                        |                                                                       |                                                                       |
| 8 septembre 2015 16h55 (UTC+4:30) |             |       | Kagawa 10e 50e · Morishige 35e · Okazaki 57e 60e · Honda 74e | Stade Azadi, Téhéran Spectateurs : 8 600 Arbitrage : Khamis Al-Kuwari | Stade Azadi, Téhéran Spectateurs : 8 600 Arbitrage : Khamis Al-Kuwari |
| 8 septembre 2015 16h55 (UTC+4:30) | Rapport     |       |                                                              | Stade Azadi, Téhéran Spectateurs : 8 600 Arbitrage : Khamis Al-Kuwari | Stade Azadi, Téhéran Spectateurs : 8 600 Arbitrage : Khamis Al-Kuwari |

| 4e match                     | Syrie   | 0 - 3 | Japon                                      |                                                                   |                                                                   |
| 8 octobre 2015 17h00 (UTC+4) |         |       | Honda 55e (pen.) · Okazaki 70e · Usami 88e | Stade Al-Seeb, Seeb Spectateurs : 680 Arbitrage : Ravshan Irmatov | Stade Al-Seeb, Seeb Spectateurs : 680 Arbitrage : Ravshan Irmatov |
| 8 octobre 2015 17h00 (UTC+4) | Rapport |       |                                            | Stade Al-Seeb, Seeb Spectateurs : 680 Arbitrage : Ravshan Irmatov | Stade Al-Seeb, Seeb Spectateurs : 680 Arbitrage : Ravshan Irmatov |

| 5e match                       | Singapour | 0 - 3 | Japon                                  |                                                                             |                                                                             |
| 12 novembre 2015 19h15 (UTC+8) |           |       | Kanazaki 20e · Honda 26e · Yoshida 88e | Stade national, Singapour Spectateurs : 33 868 Arbitrage : Fahad Al-Mirdasi | Stade national, Singapour Spectateurs : 33 868 Arbitrage : Fahad Al-Mirdasi |
| 12 novembre 2015 19h15 (UTC+8) | Rapport   |       |                                        | Stade national, Singapour Spectateurs : 33 868 Arbitrage : Fahad Al-Mirdasi | Stade national, Singapour Spectateurs : 33 868 Arbitrage : Fahad Al-Mirdasi |

| 6e match                       | Cambodge | 0 - 2 | Japon                          |                                                                      |                                                                      |
| 17 novembre 2015 19h15 (UTC+7) |          |       | Laboravy 51e (csc) · Honda 90e | Stade olympique, Phnom Penh Spectateurs : 29 000 Arbitrage : Fu Ming | Stade olympique, Phnom Penh Spectateurs : 29 000 Arbitrage : Fu Ming |
| 17 novembre 2015 19h15 (UTC+7) | Rapport  |       |                                | Stade olympique, Phnom Penh Spectateurs : 29 000 Arbitrage : Fu Ming | Stade olympique, Phnom Penh Spectateurs : 29 000 Arbitrage : Fu Ming |

| 7e match                   | Japon                                                                         | 5 - 0 | Afghanistan |                                                                                         |                                                                                         |
| 24 mars 2016 19h30 (UTC+9) | Okazaki 43e · Kiyotake 58e · Mukhammad 63e (csc) · Yoshida 74e · Kanazaki 78e |       |             | Stade Saitama 2002, Saitama Spectateurs : 48 967 Arbitrage : Mohanad Qasim Eesee Sarray | Stade Saitama 2002, Saitama Spectateurs : 48 967 Arbitrage : Mohanad Qasim Eesee Sarray |
| 24 mars 2016 19h30 (UTC+9) | Rapport                                                                       |       |             | Stade Saitama 2002, Saitama Spectateurs : 48 967 Arbitrage : Mohanad Qasim Eesee Sarray | Stade Saitama 2002, Saitama Spectateurs : 48 967 Arbitrage : Mohanad Qasim Eesee Sarray |

| 8e match                   | Japon                                                             | 5 - 0 | Syrie |                                                                              |                                                                              |
| 29 mars 2016 19h30 (UTC+9) | Al Masri 17e (csc) · Kagawa 66e 90e · Honda 86e · Haraguchi 90+3e |       |       | Stade Saitama 2002, Saitama Spectateurs : 57 000 Arbitrage : Alireza Faghani | Stade Saitama 2002, Saitama Spectateurs : 57 000 Arbitrage : Alireza Faghani |
| 29 mars 2016 19h30 (UTC+9) | Rapport                                                           |       |       | Stade Saitama 2002, Saitama Spectateurs : 57 000 Arbitrage : Alireza Faghani | Stade Saitama 2002, Saitama Spectateurs : 57 000 Arbitrage : Alireza Faghani |

#### Troisième tour
| Rang | Équipe              | Pts | J  | G | N | P | Bp | Bc | Diff |  | Résultats (▼ dom., ► ext.) |     |     |     |     |     |     |
| ---- | ------------------- | --- | -- | - | - | - | -- | -- | ---- |  | -------------------------- | --- | --- | --- | --- | --- | --- |
| 1    | Japon               | 20  | 10 | 6 | 2 | 2 | 17 | 7  | +10  |  | Japon                      |     | 2-1 | 2-0 | 1-2 | 2-1 | 4-0 |
| 2    | Arabie saoudite     | 19  | 10 | 6 | 1 | 3 | 17 | 10 | +7   |  | Arabie saoudite            | 1-0 |     | 2-2 | 3-0 | 1-0 | 1-0 |
| 3    | Australie           | 19  | 10 | 5 | 4 | 1 | 16 | 11 | +5   |  | Australie                  | 1-1 | 3-2 |     | 2-0 | 2-0 | 2-1 |
| 4    | Émirats arabes unis | 13  | 10 | 4 | 1 | 5 | 10 | 13 | -3   |  | Émirats arabes unis        | 0-2 | 2-1 | 0-1 |     | 2-0 | 3-1 |
| 5    | Irak                | 11  | 10 | 3 | 2 | 5 | 11 | 12 | -1   |  | Irak                       | 1-1 | 1-2 | 1-1 | 1-0 |     | 4-0 |
| 6    | Thaïlande           | 2   | 10 | 0 | 2 | 8 | 6  | 24 | -18  |  | Thaïlande                  | 0-2 | 0-3 | 2-2 | 1-1 | 1-2 |     |

| 1er match                    | Japon     | 1 – 2   | Émirats arabes unis   |                                                                                      |                                                                                      |
| 1 septembre 2016 19:35 UTC+9 | Honda 11e | (1 – 1) | 20e 54e (pen.) Khalil | Saitama Stadium 2002, Saitama Spectateurs : 58 895 Arbitrage : Abdulrahman Al-Jassim | Saitama Stadium 2002, Saitama Spectateurs : 58 895 Arbitrage : Abdulrahman Al-Jassim |
| 1 septembre 2016 19:35 UTC+9 | Rapport   |         |                       | Saitama Stadium 2002, Saitama Spectateurs : 58 895 Arbitrage : Abdulrahman Al-Jassim | Saitama Stadium 2002, Saitama Spectateurs : 58 895 Arbitrage : Abdulrahman Al-Jassim |

| 2e match                     | Thaïlande | 0 – 2   | Japon                     |                                                                    |                                                                    |
| 6 septembre 2016 19:15 UTC+7 |           | (0 – 1) | 17e Haraguchi · 75e Asano | Rajamangala, Bangkok Spectateurs : 44 500 Arbitrage : Mohsen Torky | Rajamangala, Bangkok Spectateurs : 44 500 Arbitrage : Mohsen Torky |
| 6 septembre 2016 19:15 UTC+7 | Rapport   |         |                           | Rajamangala, Bangkok Spectateurs : 44 500 Arbitrage : Mohsen Torky | Rajamangala, Bangkok Spectateurs : 44 500 Arbitrage : Mohsen Torky |

| 3e match                   | Japon                         | 2 - 1   | Irak           |                                                                           |                                                                           |
| 6 octobre 2016 19:35 UTC+9 | Haraguchi 26e · Yamaguchi 90e | (1 - 0) | 60e Abdul-Amir | Stade Saitama 2002, Saitama Spectateurs : 57 768 Arbitrage : Kim Dong-jin | Stade Saitama 2002, Saitama Spectateurs : 57 768 Arbitrage : Kim Dong-jin |
| 6 octobre 2016 19:35 UTC+9 | Rapport                       |         |                | Stade Saitama 2002, Saitama Spectateurs : 57 768 Arbitrage : Kim Dong-jin | Stade Saitama 2002, Saitama Spectateurs : 57 768 Arbitrage : Kim Dong-jin |

| 4e match                     | Australie          | 1 – 1   | Japon        |                                                                            |                                                                            |
| 11 octobre 2016 20:00 UTC+11 | Jedinak 52e (pen.) | (0 – 1) | 5e Haraguchi | Etihad Stadium, Melbourne Spectateurs : 48 460 Arbitrage : Nawaf Shukralla | Etihad Stadium, Melbourne Spectateurs : 48 460 Arbitrage : Nawaf Shukralla |
| 11 octobre 2016 20:00 UTC+11 | Rapport            |         |              | Etihad Stadium, Melbourne Spectateurs : 48 460 Arbitrage : Nawaf Shukralla | Etihad Stadium, Melbourne Spectateurs : 48 460 Arbitrage : Nawaf Shukralla |

| 5e match                     | Japon                               | 2 – 1   | Arabie saoudite |                                                                            |                                                                            |
| 15 novembre 2016 19:35 UTC+9 | Kiyotake 45e (pen.) · Haraguchi 80e | (1 – 0) | 90e Othman      | Stade Saitama 2002, Saitama Spectateurs : 58 420 Arbitrage : Muhammad Taqi | Stade Saitama 2002, Saitama Spectateurs : 58 420 Arbitrage : Muhammad Taqi |
| 15 novembre 2016 19:35 UTC+9 | Rapport                             |         |                 | Stade Saitama 2002, Saitama Spectateurs : 58 420 Arbitrage : Muhammad Taqi | Stade Saitama 2002, Saitama Spectateurs : 58 420 Arbitrage : Muhammad Taqi |

| 6e match                 | Émirats arabes unis | 0 – 2   | Japon                |                                                                                |                                                                                |
| 23 mars 2017 19:30 UTC+4 |                     | (0 – 1) | 13e Kubo · 51e Konno | Stade Hazza Bin Zayed, Al-Ain Spectateurs : 23 725 Arbitrage : Ravshan Irmatov | Stade Hazza Bin Zayed, Al-Ain Spectateurs : 23 725 Arbitrage : Ravshan Irmatov |
| 23 mars 2017 19:30 UTC+4 | Rapport             |         |                      | Stade Hazza Bin Zayed, Al-Ain Spectateurs : 23 725 Arbitrage : Ravshan Irmatov | Stade Hazza Bin Zayed, Al-Ain Spectateurs : 23 725 Arbitrage : Ravshan Irmatov |

| 7e match                 | Japon                                            | 4 – 0   | Thaïlande |                                                                             |                                                                             |
| 28 mars 2017 19:35 UTC+9 | Kagawa 8e · Okazaki 19e · Kubo 57e · Yoshida 83e | (2 – 0) |           | Saitama Stadium 2002, Saitama Spectateurs : 59 003 Arbitrage : Kim Dong-jin | Saitama Stadium 2002, Saitama Spectateurs : 59 003 Arbitrage : Kim Dong-jin |
| 28 mars 2017 19:35 UTC+9 | Rapport                                          |         |           | Saitama Stadium 2002, Saitama Spectateurs : 59 003 Arbitrage : Kim Dong-jin | Saitama Stadium 2002, Saitama Spectateurs : 59 003 Arbitrage : Kim Dong-jin |

| 8e match                    | Irak      | 1 – 1   | Japon    |                                                                       |                                                                       |
| 13 juin 2017 16:55 UTC+4:30 | Kamel 73e | (0 – 1) | 8e Osako | Stade Shahid Dastgerdi, Téhéran Spectateurs : 983 Arbitrage : Fu Ming | Stade Shahid Dastgerdi, Téhéran Spectateurs : 983 Arbitrage : Fu Ming |
| 13 juin 2017 16:55 UTC+4:30 | Rapport   |         |          | Stade Shahid Dastgerdi, Téhéran Spectateurs : 983 Arbitrage : Fu Ming | Stade Shahid Dastgerdi, Téhéran Spectateurs : 983 Arbitrage : Fu Ming |

| 9e match                 | Japon                    | 2 – 0   | Australie |                                                                                |                                                                                |
| 31 août 2017 19:35 UTC+9 | Asano 41e · Ideguchi 82e | (1 - 0) |           | Saitama Stadium 2002, Saitama Spectateurs : 59 492 Arbitrage : Alireza Faghani | Saitama Stadium 2002, Saitama Spectateurs : 59 492 Arbitrage : Alireza Faghani |
| 31 août 2017 19:35 UTC+9 | Rapport                  |         |           | Saitama Stadium 2002, Saitama Spectateurs : 59 492 Arbitrage : Alireza Faghani | Saitama Stadium 2002, Saitama Spectateurs : 59 492 Arbitrage : Alireza Faghani |

| 10e match                    | Arabie saoudite | 1 – 0   | Japon |                                                                                    |                                                                                    |
| 5 septembre 2017 20:30 UTC+3 | Al-Muwallad 63e | (0 – 0) |       | Stade du Roi-Abdullah, Djeddah Spectateurs : 62 165 Arbitrage : Valentin Kovalenko | Stade du Roi-Abdullah, Djeddah Spectateurs : 62 165 Arbitrage : Valentin Kovalenko |
| 5 septembre 2017 20:30 UTC+3 | Rapport         |         |       | Stade du Roi-Abdullah, Djeddah Spectateurs : 62 165 Arbitrage : Valentin Kovalenko | Stade du Roi-Abdullah, Djeddah Spectateurs : 62 165 Arbitrage : Valentin Kovalenko |

#### Statistiques
| MJ | Joueurs |
| -- | --- |
| 18 | Genki Haraguchi, Maya Yoshida |
| 16 | Keisuke Honda |
| 14 | Shinji Kagawa, Shinji Okazaki, Hiroki Sakai |
| 13 | Makoto Hasebe, Yūto Nagatomo, Hotaru Yamaguchi |
| 12 | Masato Morishige |
| 11 | Shusaku Nishikawa |
| 10 | Takashi Usami |
| 9  | Hiroshi Kiyotake |
| 8  | Gōtoku Sakai |
| 6  | Takuma Asano, Eiji Kawashima, Yuya Kubo, Yoshinori Muto |
| 4  | Yosuke Kashiwagi, Yu Kobayashi, Tomoaki Makino, Yuya Osako |
| 3  | Wataru Endo, Yosuke Ideguchi, Mu Kanazaki, Gen Shoji |
| 2  | Yasuyuki Konno, Shu Kurata, Gaku Shibasaki |
| 1  | Hiroki Fujiharu, Mike Havenaar, Masaaki Higashiguchi, Takashi Inui, Shinzo Koroki, Yuichi Maruyama, Takumi Minamino, Ryota Oshima, Kosuke Ota, Kenyu Sugimoto |

| Buts  | Joueurs                                                                                        |
| ----- | ---------------------------------------------------------------------------------------------- |
| 7     | Keisuke Honda                                                                                  |
| 6     | Shinji Kagawa                                                                                  |
| 5     | Genki Haraguchi, Shinji Okazaki                                                                |
| 4     | Maya Yoshida                                                                                   |
| 2     | Takuma Asano, Mu Kanazaki, Hiroshi Kiyotake, Yuya Kubo                                         |
| 1     | Yosuke Ideguchi, Masato Morishige, Yasuyuki Konno, Yuya Osako, Takashi Usami, Hotaru Yamaguchi |
| (csc) | Khoun Laboravy, Hamdi Al-Masri, Sharif Mukhammad                                               |

## Préparation

### Matchs de préparation à la Coupe du monde
Liste détaillée des matches amicaux du Japon depuis sa qualification à la Coupe du monde :
| Kirin Challenge Cup 2017  | Japon     | 1 - 1   | Syrie         |                                                                          |                                                                          |
| 7 juin 2017 19h20 (UTC+9) | Konno 58e | (0 - 0) | 48e Mardikian | Stade Ajinomoto, Tokyo Spectateurs : 43 608 Arbitrage : Daniel Stefański | Stade Ajinomoto, Tokyo Spectateurs : 43 608 Arbitrage : Daniel Stefański |
| 7 juin 2017 19h20 (UTC+9) | Rapport   |         |               | Stade Ajinomoto, Tokyo Spectateurs : 43 608 Arbitrage : Daniel Stefański | Stade Ajinomoto, Tokyo Spectateurs : 43 608 Arbitrage : Daniel Stefański |

| Kirin Challenge Cup 2017     | Japon                         | 2 - 1   | Nouvelle-Zélande |                                                                    |                                                                    |
| 6 octobre 2017 19h20 (UTC+9) | Osako 50e (pen.) · Kurata 87e | (0 - 0) | 58e Wood         | Stade Toyota, Toyota Spectateurs : 38 461 Arbitrage : Liu Kwok Man | Stade Toyota, Toyota Spectateurs : 38 461 Arbitrage : Liu Kwok Man |
| 6 octobre 2017 19h20 (UTC+9) | Rapport                       |         |                  | Stade Toyota, Toyota Spectateurs : 38 461 Arbitrage : Liu Kwok Man | Stade Toyota, Toyota Spectateurs : 38 461 Arbitrage : Liu Kwok Man |

| Kirin Challenge Cup 2017      | Japon                                   | 3 - 3   | Haïti                      |                                                                     |                                                                     |
| 10 octobre 2017 19h30 (UTC+9) | Kurata 7e · Sugimoto 17e · Kagawa 90+2e | (2 - 1) | 58e Lafrance 53e 78e Nazon | Stade Nissan, Yokohama Spectateurs : 47 420 Arbitrage : Peter Green | Stade Nissan, Yokohama Spectateurs : 47 420 Arbitrage : Peter Green |
| 10 octobre 2017 19h30 (UTC+9) | Rapport                                 |         |                            | Stade Nissan, Yokohama Spectateurs : 47 420 Arbitrage : Peter Green | Stade Nissan, Yokohama Spectateurs : 47 420 Arbitrage : Peter Green |

| Match amical               | Japon      | 1 - 3   | Brésil                                          |                                                                                        |                                                                                        |
| 10 novembre 2017 13h00 HEC | Makino 61e | (0 - 3) | 10e (pen.) Neymar 18e Marcelo 36e Gabriel Jesus | Stade Pierre-Mauroy, Villeneuve-d'Ascq Spectateurs : 16 920 Arbitrage : Benoît Bastien | Stade Pierre-Mauroy, Villeneuve-d'Ascq Spectateurs : 16 920 Arbitrage : Benoît Bastien |

| Match amical               | Belgique   | 1 - 0   | Japon |                                                                           |                                                                           |
| 14 novembre 2017 20h45 HEC | Lukaku 72e | (0 - 0) |       | Stade Jan-Breydel, Bruges Spectateurs : 25 500 Arbitrage : Danny Makkelie | Stade Jan-Breydel, Bruges Spectateurs : 25 500 Arbitrage : Danny Makkelie |

| Match amical           | Japon          | 1 - 1   | Mali             |                                                                        |                                                                        |
| 23 mars 2018 15h20 HEC | Nakajima 90+5e | (0 - 1) | 43e (pen.) Diaby | Stade de Sclessin, Liège Spectateurs : 250 Arbitrage : Erik Lambrechts | Stade de Sclessin, Liège Spectateurs : 250 Arbitrage : Erik Lambrechts |

| Match amical           | Japon      | 1 - 2   | Ukraine                        |                          |                          |
| 27 mars 2018 14h20 HEC | Makino 41e | (1 - 1) | 21e (csc) Ueda · 69e Karavayev | Stade de Sclessin, Liège | Stade de Sclessin, Liège |

| Match amical          | Japon | 0 - 2   | Ghana                   |                                                                     |                                                                     |
| 30 mai 2018 12h25 HEC |       | (0 - 1) | 9e Thomas · 51e Boateng | Stade Nissan, Yokohama Spectateurs : 64 250 Arbitrage : Chris Beath | Stade Nissan, Yokohama Spectateurs : 64 250 Arbitrage : Chris Beath |

| Match amical          | Suisse                               | 2 - 0   | Japon |                                                              |                                                              |
| 8 juin 2018 19h00 HEC | Rodríguez 42e (pen.) · Seferović 82e | (1 - 0) |       | Stadio comunale Cornaredo, Lugano Arbitrage : Amaury Delerue | Stadio comunale Cornaredo, Lugano Arbitrage : Amaury Delerue |

| Match amical           | Japon                                             | 4 - 2   | Paraguay               |                                                                                         |                                                                                         |
| 12 juin 2018 15h05 HEC | Inui 51e 63e · Santander 77e (csc) · Kagawa 90+1e | (0 - 1) | 32e Romero · 90e Ortiz | Stade olympique de la Pontaise, Lausanne Spectateurs : 1 200 Arbitrage : Oliver Drachta | Stade olympique de la Pontaise, Lausanne Spectateurs : 1 200 Arbitrage : Oliver Drachta |

## Effectif
L'effectif du Japon, est dévoilé le 31 mai 2018. 
| Numéro / Nom       | Numéro / Nom         | Club                   | Date de naissance et âge*  | J.              | Buts            |                 |                 |                 |
| Gardiens de but    | Gardiens de but      | Gardiens de but        | Gardiens de but            | Gardiens de but | Gardiens de but | Gardiens de but | Gardiens de but | Gardiens de but |
| ------------------ | -------------------- | ---------------------- | -------------------------- | --------------- | --------------- | --------------- | --------------- | --------------- |
| 01                 | Eiji Kawashima       | FC Metz                | 20 mars 1983 (35 ans)      | 4               | 0               | 1               | 0               | 0               |
| 12                 | Masaaki Higashiguchi | Gamba Osaka            | 12 mai 1986 (32 ans)       | 0               | 0               | 0               | 0               | 0               |
| 23                 | Kosuke Nakamura      | Kashiwa Reysol         | 27 février 1995 (23 ans)   | 0               | 0               | 0               | 0               | 0               |
| Défenseurs         |                      |                        |                            |                 |                 |                 |                 |                 |
| 02                 | Naomichi Ueda        | Kashima Antlers        | 24 octobre 1994 (23 ans)   | 0               | 0               | 0               | 0               | 0               |
| 03                 | Gen Shōji            | Kashima Antlers        | 11 décembre 1992 (25 ans)  | 3               | 0               | 0               | 0               | 0               |
| 05                 | Yūto Nagatomo        | Galatasaray SK         | 12 septembre 1986 (31 ans) | 4               | 0               | 0               | 0               | 0               |
| 06                 | Wataru Endō          | Urawa Red Diamonds     | 9 février 1993 (25 ans)    | 0               | 0               | 0               | 0               | 0               |
| 19                 | Hiroki Sakai         | Olympique de Marseille | 12 avril 1990 (28 ans)     | 4               | 0               | 0               | 0               | 0               |
| 20                 | Tomoaki Makino       | Urawa Red Diamonds     | 11 mai 1987 (31 ans)       | 1               | 0               | 1               | 0               | 0               |
| 21                 | Gōtoku Sakai         | Hambourg SV            | 14 mars 1991 (27 ans)      | 1               | 0               | 0               | 0               | 0               |
| 22                 | Maya Yoshida         | Southampton FC         | 24 août 1988 (29 ans)      | 4               | 0               | 0               | 0               | 0               |
| Milieux de terrain |                      |                        |                            |                 |                 |                 |                 |                 |
| 04                 | Keisuke Honda        | Pachuca                | 13 juin 1986 (32 ans)      | 3               | 1               | 0               | 0               | 0               |
| 07                 | Gaku Shibasaki       | Getafe CF              | 28 mai 1992 (26 ans)       | 4               | 0               | 1               | 0               | 0               |
| 08                 | Genki Haraguchi      | Fortuna Düsseldorf     | 9 mai 1991 (27 ans)        | 3               | 1               | 0               | 0               | 0               |
| 10                 | Shinji Kagawa        | Borussia Dortmund      | 17 mars 1989 (29 ans)      | 3               | 1               | 0               | 0               | 0               |
| 11                 | Takashi Usami        | Fortuna Düsseldorf     | 6 mai 1992 (26 ans)        | 2               | 0               | 0               | 0               | 0               |
| 14                 | Takashi Inui         | Eibar                  | 2 juin 1988 (30 ans)       | 4               | 2               | 1               | 0               | 0               |
| 16                 | Hotaru Yamaguchi     | Cerezo Osaka           | 6 octobre 1990 (27 ans)    | 3               | 0               | 0               | 0               | 0               |
| 17                 | Makoto Hasebe        | Eintracht Francfort    | 18 janvier 1984 (34 ans)   | 4               | 0               | 1               | 0               | 0               |
| 18                 | Ryota Oshima         | Kawasaki Frontale      | 23 janvier 1993 (25 ans)   | 0               | 0               | 0               | 0               | 0               |
| Attaquants         |                      |                        |                            |                 |                 |                 |                 |                 |
| 09                 | Shinji Okazaki       | Leicester City         | 16 avril 1986 (32 ans)     | 3               | 0               | 0               | 0               | 0               |
| 13                 | Yoshinori Muto       | FSV Mayence 05         | 15 juillet 1992 (25 ans)   | 1               | 0               | 0               | 0               | 0               |
| 15                 | Yuya Osako           | FC Cologne             | 18 mai 1990 (28 ans)       | 4               | 1               | 0               | 0               | 0               |
| Sélectionneur      |                      |                        |                            |                 |                 |                 |                 |                 |
|                    | Akira Nishino        |                        | 7 avril 1955 (63 ans)      |                 |                 |                 |                 |                 |

* NB : Les âges sont calculés au début de la Coupe du monde 2018, le 14 juin 2018.

## Compétition

### Format et tirage au sort
Le tirage au sort de la Coupe du monde a lieu le vendredi 1er décembre 2017 au Kremlin à Moscou. C’est le classement d’octobre qui est pris en compte, la sélection se classe 44e du classement FIFA, et le Japon est placée dans le chapeau 4.

### Premier tour - Groupe H
|   | Équipe   | Pts | J | G | N | P | Bp | Bc | Diff |
| 1 | Colombie | 6   | 3 | 2 | 0 | 1 | 5  | 2  | +3   |
| 2 | Japon    | 4   | 3 | 1 | 1 | 1 | 4  | 4  | 0    |
| 3 | Sénégal  | 4   | 3 | 1 | 1 | 1 | 4  | 4  | 0    |
| 4 | Pologne  | 3   | 3 | 1 | 0 | 2 | 2  | 5  | -3   |

| 15 | 19 juin 2018 | Pologne  | 1 - 2 | Sénégal  |
| 16 | 19 juin 2018 | Colombie | 1 - 2 | Japon    |
| 31 | 24 juin 2018 | Pologne  | 0 - 3 | Colombie |
| 32 | 24 juin 2018 | Japon    | 2 - 2 | Sénégal  |
| 47 | 28 juin 2018 | Japon    | 0 - 1 | Pologne  |
| 48 | 28 juin 2018 | Sénégal  | 0 - 1 | Colombie |

#### Colombie - Japon
| Match 15                                                 | Colombie                   | 1 - 2   | Japon                                                     | Stade de Mordovie, Saransk                     |                                                |
| 19 juin 2018 · 15:00 (UTC+3) · Historique des rencontres | Juan Fernando Quintero 39e | (1 - 1) | 6e (pen.) Shinji Kagawa · 73e Yuya Osako (Keisuke Honda ) | Spectateurs : 40 842 Arbitrage : Damir Skomina | Spectateurs : 40 842 Arbitrage : Damir Skomina |
| 19 juin 2018 · 15:00 (UTC+3) · Historique des rencontres | Rapport                    |         |                                                           | Spectateurs : 40 842 Arbitrage : Damir Skomina | Spectateurs : 40 842 Arbitrage : Damir Skomina |

| Colombie | Japon |

| COLOMBIE :      |    |                        |     |     |
|                 |    |                        |     |     |
| Gardien de but  | 01 | David Ospina           |     |     |
|                 | 04 | Santiago Arias         |     |     |
|                 | 23 | Davinson Sánchez       |     |     |
|                 | 03 | Óscar Murillo          |     |     |
|                 | 17 | Johan Mojica           |     |     |
|                 | 06 | Carlos Sánchez         | 3e  |     |
|                 | 16 | Jefferson Lerma        |     |     |
|                 | 11 | Juan Cuadrado          |     | 31e |
|                 | 21 | José Izquierdo         |     | 70e |
|                 | 20 | Juan Fernando Quintero |     | 59e |
|                 | 09 | Radamel Falcao         |     |     |
| Remplaçants :   |    |                        |     |     |
|                 | 05 | Wílmar Barrios         | 64e | 31e |
|                 | 10 | James Rodríguez        | 86e | 59e |
|                 | 07 | Carlos Bacca           |     | 70e |
| Sélectionneur : |    |                        |     |     |
| José Pékerman   |    |                        |     |     |

| JAPON :         |    |                  |       |     |
|                 |    |                  |       |     |
| Gardien de but  | 01 | Eiji Kawashima   | 90+4e |     |
|                 | 19 | Hiroki Sakai     |       |     |
|                 | 22 | Maya Yoshida     |       |     |
|                 | 03 | Gen Shōji        |       |     |
|                 | 05 | Yūto Nagatomo    |       |     |
|                 | 17 | Makoto Hasebe    |       |     |
|                 | 07 | Gaku Shibasaki   |       | 80e |
|                 | 08 | Genki Haraguchi  |       |     |
|                 | 10 | Shinji Kagawa    |       | 70e |
|                 | 14 | Takashi Inui     |       |     |
|                 | 15 | Yuya Osako       |       | 85e |
| Remplaçants :   |    |                  |       |     |
|                 | 04 | Keisuke Honda    |       | 70e |
|                 | 16 | Hotaru Yamaguchi |       | 80e |
|                 | 09 | Shinji Okazaki   |       | 85e |
| Sélectionneur : |    |                  |       |     |
| Akira Nishino   |    |                  |       |     |

| Assistants : Jure Praprotnik Robert Vukan Quatrième arbitre : Mehdi Abid Charef Cinquième arbitre : Anouar Hmila Arbitre vidéo : Danny Makkelie Assistants arbitre vidéo : Bastian Dankert Sander van Roekel Felix Zwayer Homme du Match : Yuya Osako |

#### Japon - Sénégal
| Match 32                                                 | Japon                                                                 | 2 - 2   | Sénégal                                           | Iekaterinbourg Arena, Iekaterinbourg             |                                                  |
| 24 juin 2018 · 20:00 (UTC+5) · Historique des rencontres | ( Yūto Nagatomo) Takashi Inui 34e · ( Takashi Inui) Keisuke Honda 78e | (1 - 1) | 11e Sadio Mané · 71e Moussa Wagué (M'Baye Niang ) | Spectateurs : 32 572 Arbitrage : Gianluca Rocchi | Spectateurs : 32 572 Arbitrage : Gianluca Rocchi |
| 24 juin 2018 · 20:00 (UTC+5) · Historique des rencontres | Rapport                                                               |         |                                                   | Spectateurs : 32 572 Arbitrage : Gianluca Rocchi | Spectateurs : 32 572 Arbitrage : Gianluca Rocchi |

| Japon | Sénégal |

| JAPON :         |    |                 |       |     |
|                 |    |                 |       |     |
| Gardien de but  | 01 | Eiji Kawashima  |       |     |
|                 | 19 | Hiroki Sakai    |       |     |
|                 | 22 | Maya Yoshida    |       |     |
|                 | 03 | Gen Shōji       |       |     |
|                 | 05 | Yūto Nagatomo   |       |     |
|                 | 17 | Makoto Hasebe   | 90+4e |     |
|                 | 07 | Gaku Shibasaki  |       |     |
|                 | 08 | Genki Haraguchi |       | 75e |
|                 | 10 | Shinji Kagawa   |       | 72e |
|                 | 14 | Takashi Inui    | 68e   | 87e |
|                 | 15 | Yuya Osako      |       |     |
| Remplaçants :   |    |                 |       |     |
|                 | 04 | Keisuke Honda   |       | 72e |
|                 | 09 | Shinji Okazaki  |       | 75e |
|                 | 11 | Takashi Usami   |       | 87e |
| Sélectionneur : |    |                 |       |     |
| Akira Nishino   |    |                 |       |     |

| SÉNÉGAL :       |    |                      |       |     |
|                 |    |                      |       |     |
| Gardien de but  | 16 | Khadim N'Diaye       |       |     |
|                 | 12 | Youssouf Sabaly      | 90e   |     |
|                 | 03 | Kalidou Koulibaly    |       |     |
|                 | 06 | Salif Sané           |       |     |
|                 | 22 | Moussa Wagué         |       |     |
|                 | 17 | Papa Alioune N'Diaye |       | 81e |
|                 | 13 | Alfred N'Diaye       |       | 65e |
|                 | 05 | Idrissa Gueye        |       |     |
|                 | 18 | Ismaïla Sarr         |       |     |
|                 | 19 | M'Baye Niang         | 59e   | 86e |
|                 | 10 | Sadio Mané           |       |     |
| Remplaçants :   |    |                      |       |     |
|                 | 08 | Cheikhou Kouyaté     |       | 65e |
|                 | 11 | Cheikh Ndoye         | 90+1e | 81e |
|                 | 09 | Mame Biram Diouf     |       | 86e |
| Sélectionneur : |    |                      |       |     |
| Aliou Cissé     |    |                      |       |     |

| Assistants : Elenito Di Liberatore Mauro Tonolini Quatrième arbitre : Abdulrahman Al-Jassim Cinquième arbitre : Taleb Al Maari Arbitre vidéo : Massimiliano Irrati Assistants arbitre vidéo : Tiago Martins Hernán Maidana Paolo Valeri Homme du Match : Sadio Mané |

#### Japon - Pologne
| Match 47                                                 | Japon   | 0 - 1   | Pologne                           | Volgograd Arena, Volgograd                     |                                                |
| 28 juin 2018 · 18:00 (UTC+4) · Historique des rencontres |         | (0 - 0) | 59e Jan Bednarek (Rafał Kurzawa ) | Spectateurs : 42 189 Arbitrage : Janny Sikazwe | Spectateurs : 42 189 Arbitrage : Janny Sikazwe |
| 28 juin 2018 · 18:00 (UTC+4) · Historique des rencontres | Rapport |         |                                   | Spectateurs : 42 189 Arbitrage : Janny Sikazwe | Spectateurs : 42 189 Arbitrage : Janny Sikazwe |

| Japon | Pologne |

| JAPON :         |    |                  |     |     |
|                 |    |                  |     |     |
| Gardien de but  | 01 | Eiji Kawashima   |     |     |
|                 | 19 | Hiroki Sakai     |     |     |
|                 | 22 | Maya Yoshida     |     |     |
|                 | 20 | Tomoaki Makino   | 66e |     |
|                 | 05 | Yūto Nagatomo    |     |     |
|                 | 16 | Hotaru Yamaguchi |     |     |
|                 | 07 | Gaku Shibasaki   |     |     |
|                 | 21 | Gōtoku Sakai     |     |     |
|                 | 09 | Shinji Okazaki   |     | 47e |
|                 | 11 | Takashi Usami    |     | 65e |
|                 | 13 | Yoshinori Muto   |     | 82e |
| Remplaçants :   |    |                  |     |     |
|                 | 15 | Yuya Osako       |     | 47e |
|                 | 14 | Takashi Inui     |     | 65e |
|                 | 17 | Makoto Hasebe    |     | 82e |
| Sélectionneur : |    |                  |     |     |
| Akira Nishino   |    |                  |     |     |

| POLOGNE :       |    |                     |  |     |
|                 |    |                     |  |     |
| Gardien de but  | 22 | Łukasz Fabiański    |  |     |
|                 | 18 | Bartosz Bereszyński |  |     |
|                 | 15 | Kamil Glik          |  |     |
|                 | 05 | Jan Bednarek        |  |     |
|                 | 21 | Rafał Kurzawa       |  | 79e |
|                 | 10 | Grzegorz Krychowiak |  |     |
|                 | 06 | Jacek Góralski      |  |     |
|                 | 03 | Artur Jędrzejczyk   |  |     |
|                 | 19 | Piotr Zieliński     |  | 79e |
|                 | 09 | Robert Lewandowski  |  |     |
|                 | 11 | Kamil Grosicki      |  |     |
| Remplaçants :   |    |                     |  |     |
|                 | 14 | Łukasz Teodorczyk   |  | 79e |
|                 | 17 | Sławomir Peszko     |  | 79e |
| Sélectionneur : |    |                     |  |     |
| Adam Nawałka    |    |                     |  |     |

| Assistants : Jerson Dos Santos Zakhele Siwela Quatrième arbitre : Ricardo Montero Cinquième arbitre : Juan Carlos Mora Arbitre vidéo : Daniele Orsato Assistants arbitre vidéo : Gery Vargas Carlos Astroza Paolo Valeri Homme du Match : Jan Bednarek |

### Huitième de finale

#### Belgique - Japon
| Match 54                                                   | Belgique                                                                                         | 3 - 2   | Japon                                                                     | Rostov Arena, Rostov-sur-le-Don                  |                                                  |
| 2 juillet 2018 · 21:00 (UTC+3) · Historique des rencontres | Jan Vertonghen 69e · ( Eden Hazard) Marouane Fellaini 74e · ( Thomas Meunier) Nacer Chadli 90+4e | (0 - 0) | 48e Genki Haraguchi (Gaku Shibasaki ) · 52e Takashi Inui (Shinji Kagawa ) | Spectateurs : 41 466 Arbitrage : Malang Diedhiou | Spectateurs : 41 466 Arbitrage : Malang Diedhiou |
| 2 juillet 2018 · 21:00 (UTC+3) · Historique des rencontres | Rapport                                                                                          |         |                                                                           | Spectateurs : 41 466 Arbitrage : Malang Diedhiou | Spectateurs : 41 466 Arbitrage : Malang Diedhiou |

| Belgique | Japon |

| BELGIQUE :       |    |                   |  |     |
|                  |    |                   |  |     |
| Gardien de but   | 01 | Thibaut Courtois  |  |     |
|                  | 02 | Toby Alderweireld |  |     |
|                  | 04 | Vincent Kompany   |  |     |
|                  | 05 | Jan Vertonghen    |  |     |
|                  | 15 | Thomas Meunier    |  |     |
|                  | 07 | Kevin De Bruyne   |  |     |
|                  | 06 | Axel Witsel       |  |     |
|                  | 11 | Yannick Carrasco  |  | 65e |
|                  | 14 | Dries Mertens     |  | 65e |
|                  | 09 | Romelu Lukaku     |  |     |
|                  | 10 | Eden Hazard       |  |     |
| Remplaçants :    |    |                   |  |     |
|                  | 08 | Marouane Fellaini |  | 65e |
|                  | 22 | Nacer Chadli      |  | 65e |
| Sélectionneur :  |    |                   |  |     |
| Roberto Martínez |    |                   |  |     |

| JAPON :         |    |                  |     |     |
|                 |    |                  |     |     |
| Gardien de but  | 01 | Eiji Kawashima   |     |     |
|                 | 19 | Hiroki Sakai     |     |     |
|                 | 22 | Maya Yoshida     |     |     |
|                 | 03 | Gen Shōji        |     |     |
|                 | 05 | Yūto Nagatomo    |     |     |
|                 | 17 | Makoto Hasebe    |     |     |
|                 | 07 | Gaku Shibasaki   | 40e | 81e |
|                 | 08 | Genki Haraguchi  |     | 81e |
|                 | 10 | Shinji Kagawa    |     |     |
|                 | 14 | Takashi Inui     |     |     |
|                 | 15 | Yuya Osako       |     |     |
| Remplaçants :   |    |                  |     |     |
|                 | 16 | Hotaru Yamaguchi |     | 81e |
|                 | 04 | Keisuke Honda    |     | 81e |
| Sélectionneur : |    |                  |     |     |
| Akira Nishino   |    |                  |     |     |

| Assistants : Djibril Camara El Hadji Samba Quatrième arbitre : Bakary Gassama Cinquième arbitre : Jean Claude Birumushahu Arbitre vidéo : Felix Zwayer Assistants arbitre vidéo : Clément Turpin Mark Borsch Danny Makkelie Homme du Match : Eden Hazard |

## Statistiques

### Temps de jeu
| Joueur               |          |          |          |          | TT       | But inscrit | Passe décisive | MJ       | MT       | Légende |
| -------------------- | -------- | -------- | -------- | -------- | -------- | ----------- | -------------- | -------- | -------- | --- |
| Gardiens             | Gardiens | Gardiens | Gardiens | Gardiens | Gardiens | Gardiens    | Gardiens       | Gardiens | Gardiens | Abréviations et symboles : TT : Total de minutes jouées MJ : Nombre de matchs joués MT : Matchs joués en tant que titulaire : but (csc) : but contre son camp : passe décisive : joueur entré : joueur remplacé : capitaine : carton jaune : carton rouge |
| Eiji Kawashima       | 90       | 90       | 90       | 90       | 360      | -           | -              | 4        | 4        | Abréviations et symboles : TT : Total de minutes jouées MJ : Nombre de matchs joués MT : Matchs joués en tant que titulaire : but (csc) : but contre son camp : passe décisive : joueur entré : joueur remplacé : capitaine : carton jaune : carton rouge |
| Masaaki Higashiguchi | -        | -        | -        | -        | -        | -           | -              | -        | -        | Abréviations et symboles : TT : Total de minutes jouées MJ : Nombre de matchs joués MT : Matchs joués en tant que titulaire : but (csc) : but contre son camp : passe décisive : joueur entré : joueur remplacé : capitaine : carton jaune : carton rouge |
| Kosuke Nakamura      | -        | -        | -        | -        | -        | -           | -              | -        | -        | Abréviations et symboles : TT : Total de minutes jouées MJ : Nombre de matchs joués MT : Matchs joués en tant que titulaire : but (csc) : but contre son camp : passe décisive : joueur entré : joueur remplacé : capitaine : carton jaune : carton rouge |
| Défenseurs           |          |          |          |          |          |             |                |          |          | Abréviations et symboles : TT : Total de minutes jouées MJ : Nombre de matchs joués MT : Matchs joués en tant que titulaire : but (csc) : but contre son camp : passe décisive : joueur entré : joueur remplacé : capitaine : carton jaune : carton rouge |
| Naomichi Ueda        | -        | -        | -        | -        | -        | -           | -              | -        | -        | Abréviations et symboles : TT : Total de minutes jouées MJ : Nombre de matchs joués MT : Matchs joués en tant que titulaire : but (csc) : but contre son camp : passe décisive : joueur entré : joueur remplacé : capitaine : carton jaune : carton rouge |
| Gen Shōji            | 90       | 90       | -        | 90       | 270      | -           | -              | 3        | 3        | Abréviations et symboles : TT : Total de minutes jouées MJ : Nombre de matchs joués MT : Matchs joués en tant que titulaire : but (csc) : but contre son camp : passe décisive : joueur entré : joueur remplacé : capitaine : carton jaune : carton rouge |
| Yūto Nagatomo        | 90       | 90       | 90       | 90       | 360      | -           | 1              | 4        | 4        | Abréviations et symboles : TT : Total de minutes jouées MJ : Nombre de matchs joués MT : Matchs joués en tant que titulaire : but (csc) : but contre son camp : passe décisive : joueur entré : joueur remplacé : capitaine : carton jaune : carton rouge |
| Wataru Endō          | -        | -        | -        | -        | -        | -           | -              | -        | -        | Abréviations et symboles : TT : Total de minutes jouées MJ : Nombre de matchs joués MT : Matchs joués en tant que titulaire : but (csc) : but contre son camp : passe décisive : joueur entré : joueur remplacé : capitaine : carton jaune : carton rouge |
| Hiroki Sakai         | 90       | 90       | 90       | 90       | 360      | -           | -              | 4        | 4        | Abréviations et symboles : TT : Total de minutes jouées MJ : Nombre de matchs joués MT : Matchs joués en tant que titulaire : but (csc) : but contre son camp : passe décisive : joueur entré : joueur remplacé : capitaine : carton jaune : carton rouge |
| Tomoaki Makino       | -        | -        | 90       | -        | 90       | -           | -              | 1        | 1        | Abréviations et symboles : TT : Total de minutes jouées MJ : Nombre de matchs joués MT : Matchs joués en tant que titulaire : but (csc) : but contre son camp : passe décisive : joueur entré : joueur remplacé : capitaine : carton jaune : carton rouge |
| Gōtoku Sakai         | -        | -        | 90       | -        | 90       | -           | -              | 1        | 1        | Abréviations et symboles : TT : Total de minutes jouées MJ : Nombre de matchs joués MT : Matchs joués en tant que titulaire : but (csc) : but contre son camp : passe décisive : joueur entré : joueur remplacé : capitaine : carton jaune : carton rouge |
| Maya Yoshida         | 90       | 90       | 90       | 90       | 360      | -           | -              | 4        | 4        | Abréviations et symboles : TT : Total de minutes jouées MJ : Nombre de matchs joués MT : Matchs joués en tant que titulaire : but (csc) : but contre son camp : passe décisive : joueur entré : joueur remplacé : capitaine : carton jaune : carton rouge |
| Milieux              |          |          |          |          |          |             |                |          |          | Abréviations et symboles : TT : Total de minutes jouées MJ : Nombre de matchs joués MT : Matchs joués en tant que titulaire : but (csc) : but contre son camp : passe décisive : joueur entré : joueur remplacé : capitaine : carton jaune : carton rouge |
| Keisuke Honda        | 20       | 18       | -        | 9        | 47       | 1           | 1              | 3        | -        | Abréviations et symboles : TT : Total de minutes jouées MJ : Nombre de matchs joués MT : Matchs joués en tant que titulaire : but (csc) : but contre son camp : passe décisive : joueur entré : joueur remplacé : capitaine : carton jaune : carton rouge |
| Gaku Shibasaki       | 80       | 90       | 90       | 81       | 341      | -           | 1              | 4        | 4        | Abréviations et symboles : TT : Total de minutes jouées MJ : Nombre de matchs joués MT : Matchs joués en tant que titulaire : but (csc) : but contre son camp : passe décisive : joueur entré : joueur remplacé : capitaine : carton jaune : carton rouge |
| Genki Haraguchi      | 90       | 75       | -        | 81       | 246      | 1           | -              | 3        | 3        | Abréviations et symboles : TT : Total de minutes jouées MJ : Nombre de matchs joués MT : Matchs joués en tant que titulaire : but (csc) : but contre son camp : passe décisive : joueur entré : joueur remplacé : capitaine : carton jaune : carton rouge |
| Shinji Kagawa        | 70       | 72       | -        | 90       | 232      | 1           | 1              | 3        | 3        | Abréviations et symboles : TT : Total de minutes jouées MJ : Nombre de matchs joués MT : Matchs joués en tant que titulaire : but (csc) : but contre son camp : passe décisive : joueur entré : joueur remplacé : capitaine : carton jaune : carton rouge |
| Takashi Usami        | -        | 3        | 65       | -        | 68       | -           | -              | 2        | 1        | Abréviations et symboles : TT : Total de minutes jouées MJ : Nombre de matchs joués MT : Matchs joués en tant que titulaire : but (csc) : but contre son camp : passe décisive : joueur entré : joueur remplacé : capitaine : carton jaune : carton rouge |
| Takashi Inui         | 90       | 87       | 25       | 90       | 292      | 2           | 1              | 4        | 3        | Abréviations et symboles : TT : Total de minutes jouées MJ : Nombre de matchs joués MT : Matchs joués en tant que titulaire : but (csc) : but contre son camp : passe décisive : joueur entré : joueur remplacé : capitaine : carton jaune : carton rouge |
| Hotaru Yamaguchi     | 10       | -        | 90       | 9        | 109      | -           | -              | 3        | 1        | Abréviations et symboles : TT : Total de minutes jouées MJ : Nombre de matchs joués MT : Matchs joués en tant que titulaire : but (csc) : but contre son camp : passe décisive : joueur entré : joueur remplacé : capitaine : carton jaune : carton rouge |
| Makoto Hasebe        | 90       | 90       | 8        | 90       | 278      | -           | -              | 4        | 3        | Abréviations et symboles : TT : Total de minutes jouées MJ : Nombre de matchs joués MT : Matchs joués en tant que titulaire : but (csc) : but contre son camp : passe décisive : joueur entré : joueur remplacé : capitaine : carton jaune : carton rouge |
| Ryota Oshima         | -        | -        | -        | -        | -        | -           | -              | -        | -        | Abréviations et symboles : TT : Total de minutes jouées MJ : Nombre de matchs joués MT : Matchs joués en tant que titulaire : but (csc) : but contre son camp : passe décisive : joueur entré : joueur remplacé : capitaine : carton jaune : carton rouge |
| Attaquants           |          |          |          |          |          |             |                |          |          | Abréviations et symboles : TT : Total de minutes jouées MJ : Nombre de matchs joués MT : Matchs joués en tant que titulaire : but (csc) : but contre son camp : passe décisive : joueur entré : joueur remplacé : capitaine : carton jaune : carton rouge |
| Shinji Okazaki       | 5        | 15       | 47       | -        | 67       | -           | -              | 3        | 1        | Abréviations et symboles : TT : Total de minutes jouées MJ : Nombre de matchs joués MT : Matchs joués en tant que titulaire : but (csc) : but contre son camp : passe décisive : joueur entré : joueur remplacé : capitaine : carton jaune : carton rouge |
| Yoshinori Muto       | -        | -        | 82       | -        | 82       | -           | -              | 1        | 1        | Abréviations et symboles : TT : Total de minutes jouées MJ : Nombre de matchs joués MT : Matchs joués en tant que titulaire : but (csc) : but contre son camp : passe décisive : joueur entré : joueur remplacé : capitaine : carton jaune : carton rouge |
| Yuya Osako           | 85       | 90       | 43       | 90       | 308      | 1           | -              | 4        | 3        | Abréviations et symboles : TT : Total de minutes jouées MJ : Nombre de matchs joués MT : Matchs joués en tant que titulaire : but (csc) : but contre son camp : passe décisive : joueur entré : joueur remplacé : capitaine : carton jaune : carton rouge |
| TOTAL                |          |          |          |          |          |             |                |          |          | Abréviations et symboles : TT : Total de minutes jouées MJ : Nombre de matchs joués MT : Matchs joués en tant que titulaire : but (csc) : but contre son camp : passe décisive : joueur entré : joueur remplacé : capitaine : carton jaune : carton rouge |
| Équipe du Japon      | 90       | 90       | 90       | 90       | 360      | 6           | 5              | 4        | -        | Abréviations et symboles : TT : Total de minutes jouées MJ : Nombre de matchs joués MT : Matchs joués en tant que titulaire : but (csc) : but contre son camp : passe décisive : joueur entré : joueur remplacé : capitaine : carton jaune : carton rouge |

| Buts  | Joueurs         | Adversaires       |
| ----- | --------------- | ----------------- |
| 2     | Takashi Inui    | Sénégal, Belgique |
| 1     | Shinji Kagawa   | Colombie          |
| 1     | Yuya Osako      | Colombie          |
| 1     | Keisuke Honda   | Sénégal           |
| 1     | Genki Haraguchi | Belgique          |
| TOTAL | 6 BUTS          | 6 BUTS            |

| Passes | Joueurs            | Adversaires        |
| ------ | ------------------ | ------------------ |
| 1      | Keisuke Honda      | Colombie           |
| 1      | Yūto Nagatomo      | Sénégal            |
| 1      | Takashi Inui       | Sénégal            |
| 1      | Gaku Shibasaki     | Belgique           |
| 1      | Shinji Kagawa      | Belgique           |
| TOTAL  | 5 PASSES DÉCISIVES | 5 PASSES DÉCISIVES |